# ژان ون‌هاینورت
ژان وَن‌هایِنورت (به فرانسوی: Jean van Heijenoort) (۱۹۸۶–۱۹۱۲) تاریخ‌نگارِ منطق ریاضی بود. کتاب او با عنوان از فرگه تا گودل حاوی ۴۵ قطعه از مهم‌ترین نوشته‌های منطق ریاضی تا ۱۹۳۱ است و برای سال‌ها از راه‌های اصلی دسترسی به بعضی نوشته‌های کلاسیکِ منطقِ جدید بود. ون‌هاینورت از ویراستاران دو جلد اولِ مجموعهٔ آثار کورت گودل بوده‌است.
ون‌هاینورت، که در مکزیکوسیتی به دست همسر چهارمش به قتل رسید، در فرانسه متولد شده بود و بعداً تابعیت ایالات متحدهٔ آمریکا را پذیرفته بود. او از ۱۹۳۲ تا زمان مرگِ لئون تروتسکی منشیِ او بود. همچنین با فریدا کاهلو روابط نزدیکی داشت.

## آثار
- From Frege to Gödel: A Source Book in Mathematical Logic, 1879-1931, edited by Jean van Heijenoort. Harvard University Press, 1967.